# الملايوية الجامبية
الملايوية الجامبية أو جامبي الملايو (جاوي : بهاس ملايو جمبي) أو لغة جامبي هي لهجة من لهجات اللغة الملايوية المحكية خاصة في مقاطعة جامبي، الجزء الجنوبي من مقاطعة رياو والجزء الشمالي من مقاطعة سومطرة الجنوبية.
هناك جدلان بخصوص لغة جامبي ولغة الملايو . ويعتبر بعض خبراء اللغة أن هذه اللغة هي لهجة من لغات الملايو، وذلك لكثرة التشابه في المفردات وأشكال الكلام فيها. وفي الوقت نفسه، يعتقد البعض الآخر أن هذه اللغة هي لغة مستقلة تختلف عن لغة الملايو.

## اللهجة
غالبًا ما يطلق عليها لغة جامبي الملايو أو شعب جامبي اسم باهاسو/باسو جامبي، والتي لا تزال تنتمي إلى نفس عائلة اللغات الماليزية الأخرى في الأرخبيل ، وهي عائلة اللغة الأسترونيزية. جامبي مالاي نفسها تشتهر بلهجتها "O"، والتي تشبه باليمبانج مالاي وبنجكولو مالاي ، وكلاهما لهما لهجة "O".
يستخدم جامبي الملايو للتفاعل بين القبائل في مقاطعة جامبي . جامبي مالاي لها ثماني لهجات:
1. لهجة مدينة جامبي [2]
2. لهجة موارو جامبي
3. لهجة باتانغاري
4. لهجة تانجونج جابونج
5. لهجة تيبو
6. لهجة البانجو
7. لهجة سارولانغون
8. لهجة الميرانجين

## مفردات
عند مقارنة اللغة الإندونيسية مع لغة جامبي الماليزية، يتم بشكل عام استبدال المزيد من الكلمات التي تنتهي بالحرف "A" باللغة الإندونيسية بالكلمات التي تنتهي بالحرف "O" في لغة جامبي الماليزية.
فيما يلي لغة جامبي مالاي القياسية أو العامة، وهي اللغة الموحدة لهجات جامبي مالاي للمقاطعات/المدن في مقاطعة جامبي :
الاختلافات في نطق الأرقام في الإندونيسية والماليزية جامبي:
| الاندونيسية | جمبي مالاي   |
| ----------- | ------------ |
| واحد        | سيكوك/ سيكوك |
| اثنين       | الثنائي      |
| ثلاثة       | تيجو         |
| أربعة       | أربعة        |
| خمسة        | ليمو         |
| ستة         | ستة          |
| سبعة        | سبعة         |
| ثمانية      | ثمانية       |
| تسع         | تسع          |
| عشرة        | عشرة         |

## وصلات خارجية
- (بالإنجليزية) Jambi Malay على موقع إثنولوج.